# Kay Slocum
Kay Brainerd Slocum là một nhạc sĩ và sử gia người Mỹ, đã xuất bản nhiều cuốn sách viết về âm nhạc và lịch sử thời Trung cổ. Slocum hiện là giáo sư lịch sử và nhân văn tại Đại học Thủ đô, Ohio, trước đó bà từng giảng dạy lịch sử âm nhạc và viola tại Đại học Tiểu bang Kent. Là một người chơi đàn viola, Slocum đã biểu diễn với Dàn nhạc giao hưởng Ohio, Dàn nhạc giao hưởng Buffalo, Dàn nhạc giao hưởng Erie và Dàn nhạc giao hưởng Youngstown. Bà hiện đang chơi cho Dàn nhạc giao hưởng ProMusica.

## Tác phẩm chính
- (2004) Liturgies in Honor of Thomas Becket (Nghi thức tế lễ vinh danh Thomas Becket) USA: University of Toronto Press ISBN 0-8020-3650-3 excerpts online
- (2005) Medieval Civilisation (Văn minh Trung cổ) London: Laurence King Publishing ISBN 1-85669-444-5

Văn Lang biên dịch, Văn minh Trung cổ, Nhà xuất bản Từ điển Bách Khoa, 2012
- (2011) Sources in Medieval Culture and History (Tư liệu về văn hóa và lịch sử thời Trung cổ) USA: Prentice Hall ISBN 978-0-13-615726-7